# Almudena Cid Tostado
Almudena Cid Tostado (Vitòria, 15 de juny de 1980) és una gimnasta, actriu i escriptora basca, especialitzada en la gimnàstica rítmica, la millor gimnasta espanyola de la història, finalista en diversos Jocs Olímpics, Jocs Mediterranis i diversos Campionats Mundials.

## Biografia

### Inicis
Va començar a practicar gimnàstica rítmica als 7 anys a l'escola i més tard s'incorporaria a l'Associació Esportiva Beti Aurrera de Vitòria, club del qual han sorgit altres gimnastes importants com Tania Lamarca o Estíbaliz Martínez.
Amb 13 anys va ser reclamada per la búlgara Emilia Boneva per entrar a la selecció nacional individual que es concentrava permanentment en uns xalets a Vicálvaro, lluny dels altres esportistes concentrats a la residència Joaquín Blume i sotmeses a un règim de concentració molt sever amb una mitjana de 8 hores diàries d'entrenament.

### Competicions internacionals
El 1995, va participar en la seva primera competició important, el Campionat del Món de Gimnàstica Rítmica de Viena (Àustria), aconseguint l'onzè lloc i el cinquè per equips. El 1996, va aconseguir un desè lloc en el concurs general del Campionat d'Europa de Asker (Oslo, Noruega), així com el vuitè lloc a la final de corda, i el setè a la final de cinta. En el Campionat del Món de Gimnàstica Rítmica de Budapest (Hongria) aconseguiria la seva millor posició en uns mundials, aconseguint un quart lloc a la final de corda i un sisè en la de pilota. Aquest mateix any, aniria als Jocs Olímpics d'Atlanta 1996, en què va acabar en novena posició, a les portes d'aconseguir un diploma olímpic.
El 1997, Almudena Cid va al Campionat d'Europa de Gimnàstica Rítmica de Patres (Grècia), en els quals aconsegueix un onzè lloc en el concurs general i un desè lloc a la final de cèrcol. En el Campionat del Món de Berlín (Alemanya) d'aquest mateix any, repetiria l'onzè lloc en el concurs general, i seria vuitena a la final de maces i setena en la de cinta. El 1998, Almudena va aconseguir pujar dos llocs a la classificació del concurs general dels Campionats d'Europa a Porto (Portugal) aconseguint el novè lloc.
El 1999, la Federació Gimnàstica Espanyola tenia com a major objectiu el classificar al conjunt i a 2 gimnastes per als Jocs Olímpics de Sydney 2000. Amb un equip format per Almudena Cid, Esther Domínguez i Alba Caride, Espanya va aconseguir el seu objectiu en el Campionat del Món de Gimnàstica Rítmica d'Osaka (Japó) i Almudena Cid va aconseguir, una vegada més, l'onzena posició.
El 2000, Cid va tenir una gran temporada, aconseguint un vuitè lloc en la competició general i un quart lloc en la competició per equips del Campionat d'Europa de Gimnàstica Rítmica de Saragossa (Aragó) i aconseguint ser seleccionada per assistir als Jocs Olímpics de Sydney 2000, en què va quedar novament novena. El conjunt va tenir problemes en l'execució dels dos exercicis presentats, la qual cosa els va portar a l'última posició. Això va propiciar que el President i gran part de l'equip tècnic de la Federació Espanyola de Gimnàstica abandonessin els seus llocs. Durant aquest temps, Almudena Cid es va sotmetre a una operació de menisc.
A finals de 2000 i a causa de problemes amb la Federació espanyola, Esther Domínguez i Almudena Cid van decidir marxar als seus respectius clubs a continuar els seus entrenaments. Allà, Almudena es va retrobar amb la seva entrenadora de tota la vida, Iratxe Aurrekoetxea, a la qual se'l considera l'artífex del "renaixement" d'Almudena Cid. Ambdues van acabar mudant-se a Barcelona per treballar juntes en el Centre d'Alt Rendiment de Sant Cugat, decisió que no va agradar a la Federació.
El 2001, la Federació Internacional de Gimnàstica presentar un nou codi d'avaluació de muntatges en les competicions de gimnàstica que va duplicar la quantitat de dificultats requerides. Aquest nou sistema va portar a la retirada d'algunes de les gimnastes del cicle olímpic anterior i Cid va passar a ser una de les gimnastes de més edat del circuit. L'arribada del nou codi també va portar a la retirada d'Esther Domínguez setmanes abans del Campionat del Món de Gimnàstica Rítmica de Madrid.
La temporada de 2001 va veure una Almudena Cid totalment canviada: els seus exercicis i mallots oferien una major maduresa i la seva tècnica la va convertir en la número u indiscutible de la gimnàstica espanyola. En el Campionat d'Europa de Gimnàstica Rítmica de Ginebra (Suïssa) va presentar en el seu exercici de pilota un element propi en el qual mostrava un rodament de peu a peu en posició de spagat hiperextés. Aquest element va ser aprovat aquest mateix any per la Federació Internacional de Gimnàstica i li va proporcionar a Almudena Cid un 0,10 en originalitat en cada un dels seus exercicis de pilota. En el Campionat del Món de Gimnàstica Rítmica de Madrid va aconseguir un novè lloc. L'equip espanyol va aconseguir un molt meritori cinquè lloc, tenint en compte que l'equip comptava amb 2 gimnastes noves: Jennifer Colino i Carolina Rodríguez.
El 2002, Cid es va tornar a proclamar Campiona d'Espanya i va aconseguir la setena posició en els Campionats d'Europa a Granada (Andalusia). El 2003, va tornar a participar en els campionats europeus, en què va quedar entre les vuit millors amb tots els aparells, i en els Mundials. L'equip espanyol només va aconseguir classificar a una gimnasta per als Jocs Olímpics d'Atenes 2004.
Tot i que Almudena Cid comptava amb millors resultats internacionals, la Federació Espanyola de Gimnàstica ha considerat que Jennifer Colino i Almudena Cid haurien de competir entre si pel lloc en els Jocs. Aquesta decisió va portar a una dura pugna amb l'alacantina Jennifer Colino, en la qual hi va haver unes dures i polèmiques declaracions en què Cid arremetera contra Colino dient que ella es mereixia anar als Jocs Olímpics per la seva trajectòria quan Jennifer estava en millor forma. Després de guanyar en la majoria dels controls, Almudena Cid va arribar als Jocs, en què va disputar la final i va aconseguir una vuitena plaça, aconseguint ser l'única gimnasta en el món capaç de disputar tres finals olímpiques consecutives.
Després dels jocs, Almudena va anunciar que continuaria fins als Jocs Mediterranis de 2005 a Almeria i va aconseguir el triomf en aquesta competició, per davant de Delphine Ledoux i Eleni Andriol. El 2005, també va aparèixer en la sèrie televisiva "Un Paso Adelante". El 2006, Cid va patir una lesió en un peu. La Federació va considerar que no tindria el temps suficient per recuperar-se i disputar el Campionat d'Europa de Gimnàstica Rítmica de Moscou (Rússia). Almudena va decidir prendre's un descans i prendre part en el programa televisiu "Desafío bajo cero", el qual va acabar guanyant.
Almudena Cid va tornar a la competició el 2007 amb nous muntatges, i el seu objectiu classificar-se per als següents Jocs Olímpics. Durant aquest any va representar Espanya en tots els tornejos internacionals amb Carolina Rodríguez, ja que Jennifer Colino es trobava lesionada. En els mundials de 2007, l'equip espanyol va aconseguir classificar novament a una gimnasta per als Jocs Olímpics de Pequín 2008.
Al febrer de 2008, Jennifer Colino anunciar la seva retirada a causa d'una lesió greu d'esquena, la qual cosa va suposar que no quedés cap dubte sobre qui assistiria als Jocs. Després d'una gran temporada, Cid, dirigida per Aurrekoetxea, entrenadora del Beti Aurrera, on Almudena va començar a competir seriosament, es va classificar per a la seva quarta final olímpica consecutiva de gimnàstica. El 23 d'agost de 2008 va posar fi a la seva carrera de gimnasta quedant vuitena a la final olímpica de Pequín 2008 i obtenint el diploma olímpic. El seu gest final com gimnasta va ser dibuixar un cor en el tapís, i besar-lo

## Retirada de la gimnàstica
El setembre de 2008 es va confirmar la seva participació com a professora en el programa de la cadena televisiva Cuatro, "Circus" i també va presentar una nova secció en el programa d'aquest mitjà anomenat "El Hormiguero", presentat per Pablo Motos, en el qual oferia la informació meteorològica mitjançant moviments de gimnàstica rítmica. Al març de 2009 apareix al programa de Telecinco, "Guerra de Cerebros" presentat per Jesús Vázquez. A l'abril de 2009 se li concedeix la medalla d'or de la Reial Orde del Mèrit Esportiu. Posteriorment protagonitza la campanya d'una col·lecció de moda bany de la cadena de supermercats Carrefour. El 2010 protagonitza la campanya nacional d'imatge de marca Extremadura, al costat de l'esportista José Manuel Calderón i el cantant Iván Sevillano Huecco.
El 7 d'agost de 2010, després de tres anys de relació, es casà amb el presentador de televisió Christian Gálvez.
Durant els Jocs Olímpics de Londres 2012 va debutar com a comentarista de gimnàstica rítmica al costat de la veterana Paloma del Río. A causa de la crisi econòmica que patia TVE, la seva col·laboració va ser gratuïta.
El gener de 2013, va ser nomenada ambaixadora de la Fundació Laureus Espanya. En l'actualitat dedica el seu temps a la formació interpretativa i a la promoció de la seva línia de joies (polseres i collarets), denominada #unadealmudena.

## Palmarès esportiu
Almudena Cid ha passat a la història de la gimnàstica rítmica per ser l'única en completar quatre cicles olímpics, estant en les finals de tots ells.
El seu títol esportiu més destacable és el seu triomf en els Jocs Mediterranis de 2005. Entre els seus èxits hi ha haver participat en dotze campionats europeus i nou mundials, sent sempre finalista en alguna especialitat. També són destacables les seves victòries en vuit campionats d'Espanya i les seves bones posicions en els Jocs Olímpics on ha estat en quatre finals consecutives: Atlanta 1996, Sydney 2000, Atenes 2004 i Pequín 2008.